# Škoda Kylaq
La Kylaq est un crossover urbain produit par le constructeur automobile Škoda à partir de 2024 en Inde et destiné au marché local.

## Présentation
La Škoda Kylaq est présentée le 6 novembre 2024.

## Caractéristiques techniques
Le crossover Kylaq repose sur la plateforme technique modulaire MQB-A0-IN du groupe Volkswagen.

### Motorisations
La Kylaq est proposée avec un moteur essence trois cylindres 1,0 litre TSI de 115 ch associé à une boîte manuelle 6 rapports ou à une boîte automatique.